# 1793 en littérature
| Années de la littérature : 1790 - 1791 - 1792 - 1793 - 1794 - 1795 - 1796    |
| Décennies de la littérature : 1760 - 1770 - 1780 - 1790 - 1800 - 1810 - 1820 |

Cet article présente les faits marquants de l'année 1793 en littérature.

## Événements
- 1er juin : arrestation de Manon Roland, exécutée le 8 novembre[1].
- 1er juin-6 juillet : Journal d'instruction sociale de Nicolas de Condorcet[2].
- 20 juillet  : arrestation d’Olympe de Gouges à la suite de la publication de son placard fédéraliste Les Trois urnes ou le Salut de la patrie ; incarcérée à Hôtel de ville puis à la prison de l'Abbaye et à La Force, enfin dans une maison de santé en octobre, elle est condamnée à mort le 2 novembre et exécutée le lendemain[3].
- 8 août : décret de la Convention qui supprime « toutes les académies et sociétés littéraires patentées ou dotées par la Nation », dont l'Académie française, jusqu'en 1803[4].
- 11 octobre  : l'écrivaine anglaise Helen Maria Williams est arrêté à Paris avec sa famille puis emprisonnée à la prison du Luxembourg puis au Couvent des Anglaises. Elle est libérée un mois plus tard[5].

- 15 novembre : la Bibliothèque royale du Danemark est ouverte au public[6].
- 5 décembre  : premier numéro du journal de Camille Desmoulins Le Vieux Cordelier (fin le 25 janvier 1794)[7].
- 9 décembre  : Noah Webster fonde le premier quotidien new-yorkais, l’American Minerva[8].
- 28 décembre  : Thomas Paine, député à la Convention, est emprisonné à la prison du Luxembourg jusqu'au 4 novembre 1794[9].

## Parutions
- 14 février : William Godwin, An Enquiry Concerning Political Justice and its Influence on Modern Morals and Manners, London, G.G.J. and J. Robinson, 1793, 1793 (présentation en ligne) (« Recherches sur la justice politique et son influence sur la moralité et le bonheur ») livre dans lequel il expose sa théorie d’un anarchisme philosophique.
- 17 mai : Camille Desmoulins présente au Club des jacobins son pamphlet L'Histoire des Brissotins : ou fragment de l'histoire secrète de la révolution et des six premiers mois de la république, Paris, Imprimerie patriotique et républicaine, 1793 (présentation en ligne)[10].
- 22 juin et 6 juillet : Nicolas de Condorcet, Tableau général de la science qui a pour objet l’application du calcul aux sciences politiques et morales (présentation en ligne), publiés dans les numéros quatre et six du Journal d'instruction sociale.

- Johann Gottfried von Herder, Briefe zur Beförderung der Humanität, Riga, Hartknoch, 1793 (présentation en ligne) (« Lettres pour faire progresser l’humanité »), dix volumes de 1793 à 1797.
- Jacques Mallet du Pan, Considérations sur la nature de la révolution de France, London, J. Owen (présentation en ligne).
- Hugo Kołłątaj, O ustanowieniu i upadku Konstytucji 3 Maja, (Lipsk), W Metz (Johann Gottlob Immanuel Breitkopf) (présentation en ligne) (« De l’instauration et de la ruine de la Constitution du 3 mai »), polonais exilé à Paris qui appelle à « une guerre des peuples contre les tyrans ».

### Fictions
- 29 janvier : An Evening Walk et Descriptive Sketches, poèmes de William Wordsworth, sont publiés par Joseph Johnson à Londres[11].
- 5 juin : The Marriage of Heaven and Hell (« Le Mariage du ciel et de l’enfer »), recueil de poésie en prose, livre prophétique enluminé de 27 planches de William Blake réalisé entre 1790 et 1793[12]. Il publie la même année America, a Prophecy (« L’Amérique ») et les Visions of the Daughters of Albion (« Visions des filles d’Albion »), livres prophétiques.

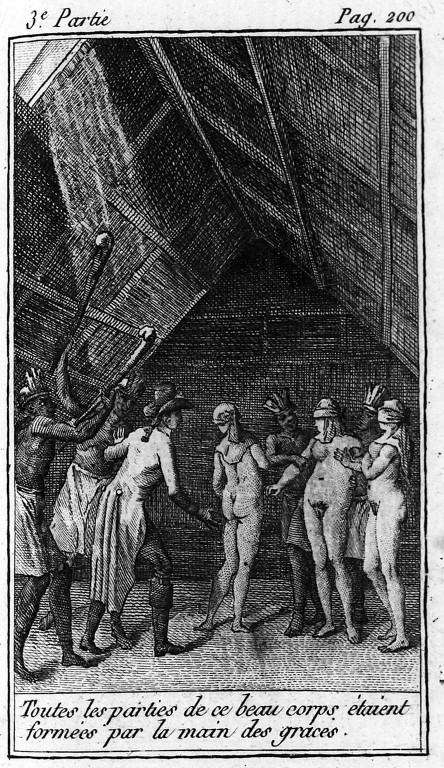
Illustration pour l'édition de 1795 dAline et Valcour

- Donatien Alphonse François de Sade, Aline et Valcour : ou le Roman philosophique, Paris, Chez la veuve Girouard, 1793 (s:Aline et Valcour), roman épistolaire en quatre tomes[13].
- Eliza Parsons, The Castle of Wolfenbach, London, Printed for William Lane, at the Minerva Press, 1793 (présentation en ligne), roman gothique en deux volumes.

## Décès
- 6 février : Carlo Goldoni, écrivain, traducteur et dramaturge italien (° 25 février 1707).
- 3 novembre : Olympe de Gouges, femme de lettres, dramaturge et femme politique française, guillotinée.
- 8 novembre : Manon Roland, femme de lettres françaises (° 17 mars 1754), guillotinée.